# Hřbitov Jarkon

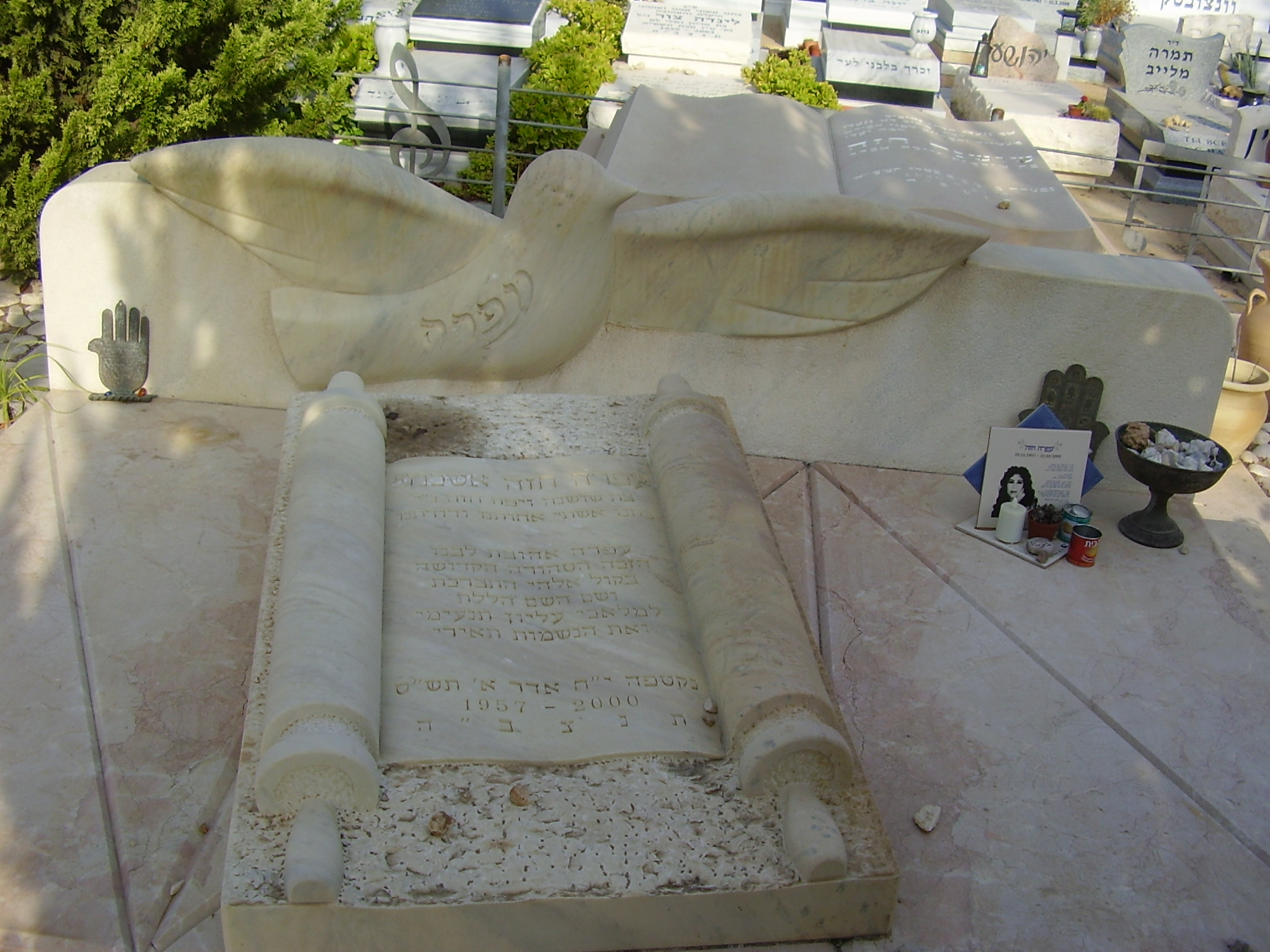
Hrob Ofry Hazy na hřbitově Jarkon

Hřbitov Jarkon (hebrejsky: בית קברות ירקון, Bejt kvarot Jarkon, oficiálně Bejt ha-almin Jarkon, בית העלמין ירקון) je hřbitov na severovýchodním okraji aglomerace Tel Avivu v Izraeli.

## Geografie
Leží na katastru města Petach Tikva, cca 8 kilometrů od pobřeží Středozemního moře a cca 10 kilometrů od centra Tel Avivu, na jižním břehu řeky Jarkon, v nadmořské výšce cca 20 metrů. Severně od něj prochází dálnice číslo 5, ze které tu podél jihovýchodního okraje hřbitova vychází ulice Derech Zvulun Hammer. Jižně od hřbitova prochází železniční trať, na které se tu nachází železniční stanice Petach Tikva Kirjat Arje. Bezprostřední okolí hřbitova tvoří zemědělská krajina, dál na severozápadě leží město Ramat ha-Šaron, na jihu Petach Tikva a na západě předměstí Tel Avivu.

## Dějiny
Byl otevřen roku 1991 a je považován za ústřední hřbitov pro aglomeraci Tel Avivu (Guš Dan). Areál má kruhový tvar a pohřbívání probíhá do hustěji navržených víceúrovňových schránek. Plocha hřbitova v současnosti dosahuje cca 570 000 čtverečních metrů a je tu pohřbeno cca 60 000 lidí. Pohřbena je tu například izraelská zpěvačka Ofra Haza.